# Solo guai
Solo guai è un singolo della cantautrice italiana Mara Sattei, pubblicato il 14 giugno 2024.

## Descrizione
Il brano, scritto dalla stessa cantautrice con Alessandro Donadei, Federica Abbate e Nicola Lazzarin, è prodotto da Cripo e Dona. Racconta di una storia d'amore mai terminata, che continua a fare male.

## Video musicale
Il video musicale, diretto da Renato Lambo, è stato pubblicato in concomitanza all'uscita del brano attraverso il canale YouTube della cantautrice.

## Tracce
Testi e musiche di Alessandro Donadei, Federica Abbate, Nicola Lazzarin, Sara Mattei.
1. Solo guai – 2:43